# 정혜영
정혜영(鄭惠英, 1973년 12월 14일 ~ )은 대한민국의 배우이다. 정혜영은 1992년 연극배우로 첫 데뷔를 하였고, 1993년 SBS 공채 3기 탤런트로 정식 데뷔하였다.

## 학력
- 서울묵동초등학교
- 전농여자중학교
- 중화고등학교
- 서울예술대학 광고창작과

## 개인 생활 및 가족
정혜영은 힙합 그룹 지누션의 멤버 션(본명: 노승환)과 2004년 10월 8일에 결혼식을 올렸다. 두 사람 사이에 자녀는 2남 2녀로, 노하음 (2006년생), 노하랑 (2007년생), 노하율 (2009년생), 노하엘 (2011년생)이 있다.

## 자선 활동 및 기부
정혜영은 남편 션과 홀트아동복지회 홍보대사로 활동해오며 '꿈과희망지원'에 매년 1억원을 9년째 기부했으며, 지금까지 대학생 장학금 지원 등으로 홀트아동복지회에 총 13억원을 후원해왔다. '꿈과희망지원'은 위기가정 아동의 균등한 교육기회를 보장하기 위한 홀트아동복지회의 프로그램으로 션, 정혜영 부부의 기부로 시작됐으며,  2009년 전국 위기가정아동 100명을 지원하기 시작한 이래, 이 뜻에 공감하는 후원자들의 참여로 현재 300명의 아동의 교육비를 지원하고 있다.
이외에도 승일희망재단, 컴패션, 푸르메재단, 세브란스병원 등 도움이 필요환 여러 곳에 전하며 참된 기부 문화 전파에 힘쓰며. 매년 연탄배달 봉사활동, 어린이재활병원 건립을 위한 기부 활동, 화보 수익금 기부 등 다양한 방법을 통해 선행에 앞장서고 있다. 현재까지 약 45억원에 달하는 기부금을 기부한 것으로 알려졌다.

## 출연 작품

### 드라마
| 연도   | 방송사 | 제목                                    | 역할                                                                                          | 비고                      |
| ------ | ------ | --------------------------------------- | --------------------------------------------------------------------------------------------- | ------------------------- |
| 1993년 | SBS    | 공룡선생                                |                                                                                               |                           |
| 1993년 | SBS    | 여자의 거울                             |                                                                                               |                           |
| 1993년 | SBS    | 목소리를 낮춰요                         |                                                                                               |                           |
| 1994년 | SBS    | 도깨비가 간다                           | 미치코                                                                                        | 16부작                    |
| 1994년 | SBS    | Y의 비극                                | 장해미                                                                                        |                           |
| 1995년 | SBS    | 까치네                                  | 백장미                                                                                        |                           |
| 1995년 | SBS    | 3.1절특집극 - 꿈꾸는 초인               | 이주학의 애인                                                                                 |                           |
| 1995년 | SBS    | 우리들의 넝쿨                           | 은하                                                                                          | 12부작                    |
| 1995년 | SBS    | 째즈                                    | 홍단비                                                                                        | 16부작                    |
| 1996년 | SBS    | 행복의 시작                             |                                                                                               | 47부작                    |
| 1997년 | iTV    | 가족                                    | 황정희                                                                                        |                           |
| 1997년 | KBS2   | 완벽한 남자를 만나는 방법               | 나은주                                                                                        | 8부작                     |
| 1997년 | MBC    | 영웅신화                                | 강유리                                                                                        | 23부작                    |
| 1997년 | MBC    | 남자 셋 여자 셋                         | 채정안의 5촌 종숙모(채택민 前 교수 며느리이자 채동규 부인) 정혜영 역                          | 525부작                   |
| 1998년 | KBS    | 아씨                                    | 성인 유미                                                                                     | 50부작(33회부터 중도합류) |
| 1998년 | MBC    | 사랑을 위하여                           | 강수경                                                                                        | 272부작                   |
| 1998년 | MBC    | MBC 베스트극장 - 왕과 나, 며느리 엿보기 |                                                                                               | 1부작                     |
| 1999년 | MBC    | MBC 베스트극장 - 아버지의 여자          |                                                                                               | 1부작                     |
| 1999년 | MBC    | 추석특집극 - 며느리들                   | 혜진                                                                                          |                           |
| 2000년 | MBC    | 세 친구                                 | 안연홍 모 이수나가 라디오 청취하던 라디오 사극 드라마 성우(국왕 왕비 배역) 역으로 목소리 출연 | 57부작                    |
| 2001년 | MBC    | 내 마음의 보석상자                      | 윤수정                                                                                        | 160부작                   |
| 2001년 | MBC    | 연인들                                  | 정혜영                                                                                        | 71부작                    |
| 2002년 | KBS1   | 당신 옆이 좋아                          | 한재희                                                                                        | 146부작                   |
| 2003년 | MBC    | 백조의 호수                             | 고은정                                                                                        | 92부작                    |
| 2004년 | MBC    | 불새                                    | 윤미란                                                                                        | 26부작                    |
| 2005년 | MBC    | 변호사들                                | 김주희                                                                                        | 16부작                    |
| 2006년 | MBC    | 90일, 사랑할 시간                       | 박정란                                                                                        | 16부작                    |
| 2008년 | MBC    | 에덴의 동쪽                             | 제니스                                                                                        | 56부작                    |
| 2008년 | MBC    | 스포트라이트                            | 김미희                                                                                        | 16부작                    |
| 2009년 | MBC    | 돌아온 일지매                           | 백매                                                                                          | 24부작                    |
| 2010년 | MBC    | 장난스런 키스                           | 황금희                                                                                        | 16부작                    |
| 2013년 | MBC    | 구가의 서                               | 천수련                                                                                        | 24부작                    |
| 2018년 | MBC    | 이별이 떠났다                           | 김세영                                                                                        | 40부작                    |
| 2019년 | tvN    | 왕이 된 남자                            | 운심                                                                                          | 16부작                    |
| 2021년 | JTBC   | 설강화 : snowdrop                       | 조성심                                                                                        | 16부작                    |
| 2022년 | tvN    | 연예인 매니저로 살아남기                | 송은하                                                                                        | 12부작                    |
| 2022년 | JTBC   | 재벌집 막내아들                         | 이해인                                                                                        | 16부작                    |
| 2023년 | JTBC   | 이 연애는 불가항력                      | 송윤주                                                                                        | 16부작                    |
| 2025년 | tvN    | 서초동                                  | 강정윤                                                                                        | 12부작                    |

### 연극
| 연도   | 제목 | 역할     | 비고 |
| ------ | ---- | -------- | ---- |
| 1992년 | 햄릿 | 오필리어 |      |

### 영화
| 연도   | 제목     | 역할      | 비고 |
| ------ | -------- | --------- | ---- |
| 2013년 | 박수건달 | 최미숙    |      |
| 2024년 | 청설     | 용준 엄마 |      |

## 연기 외 활동

### 텔레비전 프로그램
| 연도            | 방송사 | 제목                           | 역할     | 비고                        |
| --------------- | ------ | ------------------------------ | -------- | --------------------------- |
| 2008년          | KBS2   | 김승우의 승승장구              | 게스트   | 정혜영&션 편 (82회)         |
| 2012년          | KBS2   | 김승우의 승승장구              | 게스트   | 정혜영&션 편 (143회)        |
| 2014년          | SBS    | 힐링캠프, 기쁘지 아니한가      | 게스트   | 정혜영&션 편 (162회, 163회) |
| 2015년 ~ 2018년 | KBS2   | 해피선데이 - 슈퍼맨이 돌아왔다 | 내레이션 | 60회부터 목소리 출연        |

### 라디오 프로그램
| 연도   | 방송사 | 제목                           | 역할   | 비고 |
| ------ | ------ | ------------------------------ | ------ | ---- |
| 2014년 | EBS    | EBS 책 읽는 라디오 낭독 시리즈 | 낭독자 |      |

### 광고
| 연도           | 기업명             | 브랜드명 (제품명)                  | 품목(종류)                    | 공동 출연 |
| -------------- | ------------------ | ---------------------------------- | ----------------------------- | --------- |
| 1994년         | 한국화장품         | 템테이션                           | 화장품                        |           |
| 2002년         | 해태HTB            | 참매실                             | 음료                          |           |
| 2002년         | 롯데제과           | 빈츠                               | 쿠키과자                      |           |
| 2005년~2006년  | CJ제일제당         | 다시다                             | 조미료                        |           |
| 2006년         | CJ제일제당         | 백설                               | 식품 브랜드                   |           |
| 2007년         | 남양유업           | 아이엠마더                         | 영유아용 조제 분유            |           |
| 2008년, 2011년 | 한국 코카콜라      | 미닛메이드                         | 주스 음료                     |           |
| 2009년         | LG생활건강         | 테크 간편시트                      | 세탁세제                      |           |
| 2009년         | 일신건영           | 휴먼빌 아파트                      | 아파트건설                    |           |
| 2009년         | 해태제과           | 뷰티스타일                         | 과자 브랜드                   |           |
| 2009년         | YG엔터테인먼트     | YG FAMILY + MEDIA POLE WITH 캠페인 | 공익 광고                     |           |
| 2009년~2010년  | 롯데그룹           | 롯데상품권 2009년 (F/W시즌)        | 쇼핑몰                        | 션        |
| 2009년~2010년  | 롯데그룹           | 롯데백화점 30주년 사은대축제       | 쇼핑몰                        | 션        |
| 2009년~2010년  | 롯데그룹           | 롯데백화점 롯데행사바겐            | 쇼핑몰                        | 션        |
| 2009년~2010년  | 롯데그룹           | 롯데쇼핑 기획전, 롯데상품권        | 쇼핑몰                        | 션        |
| 2009년~2011년  | 대상               | 청정원 맛선생, 엄마는 맛선생       | 조미료                        | 김유빈    |
| 2010년         | (주)기탄교육       | 기탄교육                           | 학습지                        |           |
| 2010년         | (주)기탄교육       | 기탄 놀배북                        | 학습지                        |           |
| 2010년         | 한국방송광고공사   | 이웃관심 나누기 캠페인             | 공익 광고                     |           |
| 2010년         | 한국방송광고공사   | 공익광고협의회 캠페인              | 공익 광고                     |           |
| 2010년         | 경동나비엔         | 경동NAVIEN뉴콘덴싱 보일러          | 보일러                        |           |
| 2010년         | (주)마임           | 마임화장품 마임건강식품            | 화장품,건강식품 기업          |           |
| 2010년~2012년  | LG전자             | 헬스케어 정수기                    | 생활가전                      | 션        |
| 2011년         | LG전자             | LG헬스케어안마의자                 | 생활가전                      | 지면광고  |
| 2011년         | 토마토상호저축은행 | 토마토상호저축은행                 | 금융                          |           |
| 2011년         | 한국로레알         | 랑콤                               | 화장품                        |           |
| 2011년~2012년  | 대상               | 청정원 푸드테라피                  | 조미료                        |           |
| 2012년         | 대상               | 청정원 카레여왕                    | 식품                          |           |
| 2013년~2016년  | 동국제약           | 마데카솔                           | 의약품                        | 션        |
| 2014년         | e착한학생복        | CHAKAN (교복협동조합)              | 교복 브랜드                   |           |
| 2014년         | (주)지앤푸드       | 굽네치킨                           | 오븐구이 전문 치킨 프랜차이즈 | 션        |
| 2015년         | 빙그레             | 빙그레 요파 (요플레)               | 유제품                        |           |
| 2016년         | 동서식품           | 포스트 콘프라이트                  | 시리얼 브랜드                 |           |
| 2017년         | 헨켈홈케어코리아   | 홈키파 홈매트                      | 모기·진드기 살충제 브랜드     |           |
| 2018년         | 이엘씨에이한국(유) | 에스티로더                         | 화장품                        |           |

## 기타 경력
| 연도   | 홍보대사명                                                                                          |
| ------ | --------------------------------------------------------------------------------------------------- |
| 2007년 | - 홀트아동복지회 홍보대사                                                                           |
| 2008년 | - 폭스바겐코리아 티구안 홍보대사                                                                    |
| 2009년 | - 코튼데이 홍보대사 - 폭스바겐코리아 홍보대사                                                       |
| 2010년 | - 용산세무서 홍보대사 - 대한민국 세미래 캠페인 홍보대사 - 국세청 명예홍보위원 - 한국컴패션 홍보대사 |

## 저서
- 2008년 오늘 더 사랑해  (홍성사) ISBN 9788936507824
- 2014년 오늘 더 행복해 (홍성사) ISBN 9788936510312
- 2019년 정혜영의 식탁 (이덴슬리벨) ISBN 9791188053735

## 수상 및 후보

### 작품 활동
| 연도 | 시상식                             | 부문                     | 작품          | 결과 |
| ---- | ---------------------------------- | ------------------------ | ------------- | ---- |
| 1994 | SBS 연기대상                       | 신인상                   | 까치네        | 수상 |
| 2001 | MBC 방송연예대상                   | 시트콤부문 신인상        | 연인들        | 수상 |
| 2004 | MBC 연기대상                       | 여자 우수상              | 불새          | 수상 |
| 2005 | MBC 연기대상                       | 여자 최우수상            | 변호사들      | 후보 |
| 2008 | 제1회 스타일 아이콘 어워즈         | 뷰티풀 쉐어링부문 특별상 | 빈칸          | 수상 |
| 2010 | 제44회 납세자의 날                 | 대통령 표창              | 빈칸          | 수상 |
| 2010 | 제1회 대한민국 사랑의 날개         | 대상                     | 빈칸          | 수상 |
| 2010 | 제2회 친환경문화 홍보대사 선발대회 | 에코맘상                 | 빈칸          | 수상 |
| 2014 | 파라다이스상 사회복지부문          | 빈칸                     | 빈칸          | 수상 |
| 2014 | 감사패                             | 빈칸                     | 빈칸          | 수상 |
| 2016 | 제6회 아름다운 예술인상            | 아름다운 예술인상        | 빈칸          | 수상 |
| 2018 | MBC 연기대상                       | 주말특별기획부문 조연상  | 이별이 떠났다 | 수상 |

### 사회 공헌 활동
- 제30회 일가상 (남편 션과 공동 수상)